# Ходатаев, Николай Петрович
Николай Петрович Ходата́ев (9 мая 1892 — 27 декабря 1979) — русский и советский художник, мультипликатор, один из основателей советской мультипликационной индустрии.

## Биография
Николай Ходатаев родился в станице Области Войска Донского Константиновской (ныне город Константиновск Ростовской области), где на тот момент служил его отец — царский чиновник Пётр Петрович Ходатаев. Бабушку по отцовской линии Агафью Кондратьевну Ходатаеву обольстил и увёз из родного города некий «купчик из владимирских», а затем бросил. Внебрачного сына он не признал и откупился от матери участком с двумя домами. Это позволило ей отдать Петра на обучение в Ростовское реальное училище. Он женился на девушке Анне (Нюре), окончившей курсы повивальных бабок.
Николай был одним из трёх детей; его сестра Ольга Ходатаева также стала известным мультипликатором. Брат — Алексей. Николай Петрович с самого детства увлёкся живописью и решил стать художником. Отец к тому времени уже имел солидное положение в обществе и мог оплачивать обучение. В 1898 году семья переехала в Москву.
В 20 лет, готовясь к поступлению в Московское училище живописи, ваяния и зодчества, Ходатаев совершил путешествие по Кавказу. Окончил училище в 1918 году — к тому времени оно уже было преобразовано во ВХУТЕМАС. Николай Петрович продолжил обучение на архитектурном отделении, затем работал в комиссии по охране памятников старины.
В 1924 году совместно с Юрием Меркуловым и Зеноном Комиссаренко создал один из первых в СССР мультфильмов «Межпланетная революция» в технике перекладки, представлявший собой пародию на хит того же года «Аэлита». Ранее все трое были наняты для работы над эскизами к фильму, но на предложение добавить в и без того экспериментальную ленту мультвставки, совмещённые с живой игрой актёров, Протазанов ответил отказом. Тогда Ходатаев на свои деньги организовал первое в России Экспериментальное бюро мультипликации при Государственном техникуме кинематографии, благодаря чему «Энциклопедия отечественной мультипликации» относит его к зачинателям советской анимации.
Вскоре к художникам присоединились сёстры Брумберг, а также Иван Иванов-Вано, который впоследствии вспоминал об устроенном ему экзамене. Их фильм «Китай в огне» (1925) уже являлся государственным заказом, выполненным как протест против европейского вмешательства в китайскую революцию. Как пишет Сергей Капков, он насчитывал 1000 метров плёнки, что при тогдашней скорости проекции занимало более 50 минут экранного времени. Соответственно, его можно считать первым полнометражным отечественным мультфильмом, самым продолжительным на тот момент.
В 1926 году Ходатаев перешёл в «Межрабпом-Русь», а в 1928 году — в «Совкино». Картину «Самоедский мальчик» (1928), выполненную в рисованной технике, он снимал совместно с сестрой Ольгой и сёстрами Брумберг и называл «первыми шагами к завоеванию жанра трагедии». В том же году он поставил игровой фильм «Новоселье Пушкина», но его запретили. Ходатаеву, однако, хотелось экспериментировать, его раздражала постоянно навязывамая работа над рекламными и агитационными мультфильмами.
В 1933—1934 годах его коллектив создал ещё два самостоятельных рисованных мультфильма: «Органчик» и «Карьера Фиалкина». Их отличала особая графическая манера и уникальная по тем временам пластика движений, однако картины прошли почти незамеченными. Вскоре был образован «Союзмультфильм», где объединённым московским студиям предлагалось полностью переключиться на освоение диснеевской мультипликации. В этот момент Ходатаев покинул индустрию.
Несмотря на долгую жизнь, прожил он её почти в безвестности. Печатался в журналах «Советский экран» и «Советское кино», сотрудничал с театральным режиссёром Н. И. Сац, иллюстрировал диафильмы. По словам близких, он рисовал всегда и везде. Сохранилось много портретов и пейзажей его работы.  В последние десятилетия жизни занимался ваянием и станковой живописью. Является одним из персонажей фильма «Мир анимации — анимация мира» (2002).

## Фильмография
- 1924 — Межпланетная революция (совм. с З. Комиссаренко, Ю. Меркуловым)
- 1925 — 1905—1925 годы — не сохранился
- 1925 — Как Авдотья стала грамотной — не сохранился; совм. с З. Комиссаренко, Ю. Меркуловым
- 1925 — Китай в огне (совм. с З. Комиссаренко, Ю. Меркуловым)
- 1925 — Старт — не сохранился
- 1926 — Как Мурзилка научился правильно писать адреса — не сохранился
- 1927 — Будем зорки
- 1927 — Даёшь хороший лавком! — не сохранился; совм. с В. и З. Брумберг, О. Ходатаевой
- 1927 — Одна из многих
- 1928 — Грозный Вавила и тетка Арина (совм. с О. Ходатаевой)
- 1928 — Десять правил кооперации — не сохранился
- 1928 — Днём с огнём — не сохранился
- 1928 — Новоселье Пушкина — не сохранился
- 1928 — Подтянись, лавком идёт! — не сохранился; совм. с О. Ходатаевой
- 1928 — Растрата — не сохранился
- 1928 — Самоедский мальчик (совм. с В. и З. Брумберг, О. Ходатаевой)
- 1930 — Весенний сев — не сохранился; совм. с В. Брумберг
- 1930 — Эврика — не сохранился; снят на студии Межрабпомфильм, оператор — Л. Гуревич
- 1931 — Автодорец — не сохранился; совм. с В. и З. Брумберг, О. Ходатаевой
- 1932 — Паровоз, лети вперёд! — не сохранился; совм. с З. Брумберг
- 1932 — Разоружение («Крокодил» в Женеве) — не сохранился
- 1933 — Органчик
- 1934 — Карьера Фиалкина
- 1943 — Киноцирк (как мультипликатор, реж. О. Ходатаева и Л. Амальрик)